# حوزه استحفاظی ۱۳
حوزه استحفاظی ۱۳ (به لهستانی: 13 posterunek) یک مجموعۀ تلویزیونی لهستانی است که در سال ۱۹۹۷ منتشر شد.

## گزیدهٔ بازیگران

### اصلی و دوره‌ای
- سزاری پازورا
- الکساندرا وژنیاک
- مارک پرپچکو
- مارک والچفسکی
- یانوش بوکوفسکی
- آرکادیوش یاکوبیک
- آگنیشکا ودارچیک
- زبیگنیف بوچکوفسکی
- داریوش گناتوفسکی
- یوآنا شینکیویچ
- یوآنا کوروفسکا
- دوروتا خوتتسکا
- اِوا شیکولسکا
- سواوومیر اوژخوفسکی
- ماچئی کوزووفسکی
- پیوتر زِلت

### میهمان
- ویتولد پیرکوش
- تِـرِسا لیپووسکا
- بوهدان اسمولن
- اولاف لوباشنکو
- بوگوسواف لیندا
- یاروسواف بوبرک
- لخ واتوتسکی
- آرکادیوش دِتمر
- یان پیه‌خوچینسکی
- کاتاژینا ژاک
- یاتسک لنارتوویچ
- سواوومیر پاتسک
- یژی واپینسکی
- ماچئی کوالفسکی
- الکساندر بدناش
- مارک بارباشیویچ
- کریستینا رودکوفسکا-اوله‌ویچ
- باربارا بورسکا
- آندژی نِـیمان
- دانوتا بورسوک
- باربارا ژیلینسکا
- پیوتر شِـیکا
- چسواف لاسوتا
- اوا واوژون
- یاتسک دوماینسکی
- آندژی نیمیرسکی
- روبرت وابیخ
- ویتولد ویلینسکی
- ماوگوژاتا فورمنیاک
- روبرت چبوتار
- ماوگوژاتا پیچینسکا
- آنا ساموشونک
- رادوسواف پازورا
- کاتاژینا بارگیه‌ووسکا
- الکساندرا چِـیِک
- آرتور ژمیفسکی
- استانیسواوا تسلینسکا
- بئاتا تیشکیه‌ویچ
- کشیشتف کیرشنوفسکی
- سزاری ژاک
- زبیگنیف زاماخوفسکی
- لِـشِـک تله‌شینسکی
- پیوتر فرونچوسکی
- توماش ساپریک
- نوربرت راکوفسکی
- سیلوستر ماچیفسکی
- یانوش میخائوفسکی
- آندژی زائورسکی
- بارتوش اُبوخوویچ
- کشیشتف کومور
- پاوئو بورچیک
- یاتسک کاوُتسکی
- ماریوش یاکوس
- ماریا کِـلِـیدیش